# Julia Winter
Julia Winter (ur. 17 marca 1993 w Sztokholmie), aktorka. 
Julia urodziła się w Szwecji, a wychowywała się w Londynie, w Anglii. Mówi biegle zarówno po szwedzku jak i po angielsku. Uczęszcza do Sigtunaskolan Humanistiska Läroverket, prywatnej szkoły w Sigtunie, w Szwecji.
Ma młodsze rodzeństwo: siostrę i brata. 
Jej hobby to jazda konna, tenis, gimnastyka, pływanie i gra na pianinie

## Filmografia
2005:  Charlie i fabryka czekolady (Charlie and the Chocolate Factory) - jako Veruca Salt